# Polyrhachis isacantha
Polyrhachis isacantha är en myrart som beskrevs av Carlo Emery 1887. Polyrhachis isacantha ingår i släktet Polyrhachis och familjen myror. Inga underarter finns listade i Catalogue of Life.